# Virigneux
Virigneux és un municipi francès situat al departament del Loira i a la regió d'Alvèrnia-Roine-Alps. L'any 2007 tenia 563 habitants.

## Demografia

### Població
El 2007 la població de fet de Virigneux era de 563 persones. Hi havia 210 famílies de les quals 40 eren unipersonals (12 homes vivint sols i 28 dones vivint soles), 73 parelles sense fills, 93 parelles amb fills i 4 famílies monoparentals amb fills.
La població ha evolucionat segons el següent gràfic:
Habitants censats

### Habitatges
El 2007 hi havia 260 habitatges, 207 eren l'habitatge principal de la família, 38 eren segones residències i 14 estaven desocupats. 251 eren cases i 8 eren apartaments. Dels 207 habitatges principals, 169 estaven ocupats pels seus propietaris, 37 estaven llogats i ocupats pels llogaters i 1 estava cedit a títol gratuït; 1 tenia una cambra, 8 en tenien dues, 24 en tenien tres, 53 en tenien quatre i 121 en tenien cinc o més. 149 habitatges disposaven pel capbaix d'una plaça de pàrquing. A 86 habitatges hi havia un automòbil i a 105 n'hi havia dos o més.

### Piràmide de població
La piràmide de població per edats i sexe el 2009 era:
| Homes | Edats   | Dones |
| ----- | ------- | ----- |
| 0     | 95 o +  | 0     |
| 0     | 90 a 94 | 0     |
| 0     | 85 a 89 | 0     |
| 0     | 80 a 84 | 0     |
| 8     | 75 a 79 | 0     |
| 16    | 70 a 74 | 24    |
| 8     | 65 a 69 | 8     |
| 12    | 60 a 64 | 4     |
| 8     | 55 a 59 | 16    |
| 8     | 50 a 54 | 8     |
| 12    | 45 a 49 | 8     |
| 24    | 40 a 44 | 16    |
| 20    | 35 a 39 | 24    |
| 24    | 30 a 34 | 28    |
| 24    | 25 a 29 | 16    |
| 0     | 20 a 24 | 12    |
| 16    | 15 a 19 | 20    |
| 24    | 10 a 14 | 20    |
| 28    | 5 a 9   | 12    |
| 20    | 0 a 4   | 12    |

## Economia
El 2007 la població en edat de treballar era de 346 persones, 273 eren actives i 73 eren inactives. De les 273 persones actives 251 estaven ocupades (137 homes i 114 dones) i 22 estaven aturades (7 homes i 15 dones). De les 73 persones inactives 20 estaven jubilades, 26 estaven estudiant i 27 estaven classificades com a «altres inactius».

### Ingressos
El 2009 a Virigneux hi havia 208 unitats fiscals que integraven 594 persones, la mediana anual d'ingressos fiscals per persona era de 14.656 €.

### Activitats econòmiques
Dels 26 establiments que hi havia el 2007, 1 era d'una empresa alimentària, 7 d'empreses de construcció, 8 d'empreses de comerç i reparació d'automòbils, 1 d'una empresa de transport, 3 d'empreses d'hostatgeria i restauració, 1 d'una empresa d'informació i comunicació, 1 d'una empresa immobiliària, 3 d'empreses de serveis i 1 d'una entitat de l'administració pública.
Dels 10 establiments de servei als particulars que hi havia el 2009, 2 eren paletes, 1 guixaire pintor, 1 fusteria, 2 lampisteries, 1 electricista, 2 restaurants i 1 agència immobiliària.
Dels 3 establiments comercials que hi havia el 2009, 1 era una botiga de menys de 120 m², 1 una fleca i 1 una botiga de mobles.
L'any 2000 a Virigneux hi havia 22 explotacions agrícoles que ocupaven un total de 533 hectàrees.

## Equipaments sanitaris i escolars
El 2009 hi havia una escola elemental.

## Poblacions més properes
El següent diagrama mostra les poblacions més properes.